# St Bridget’s Church (Dalgety Bay)

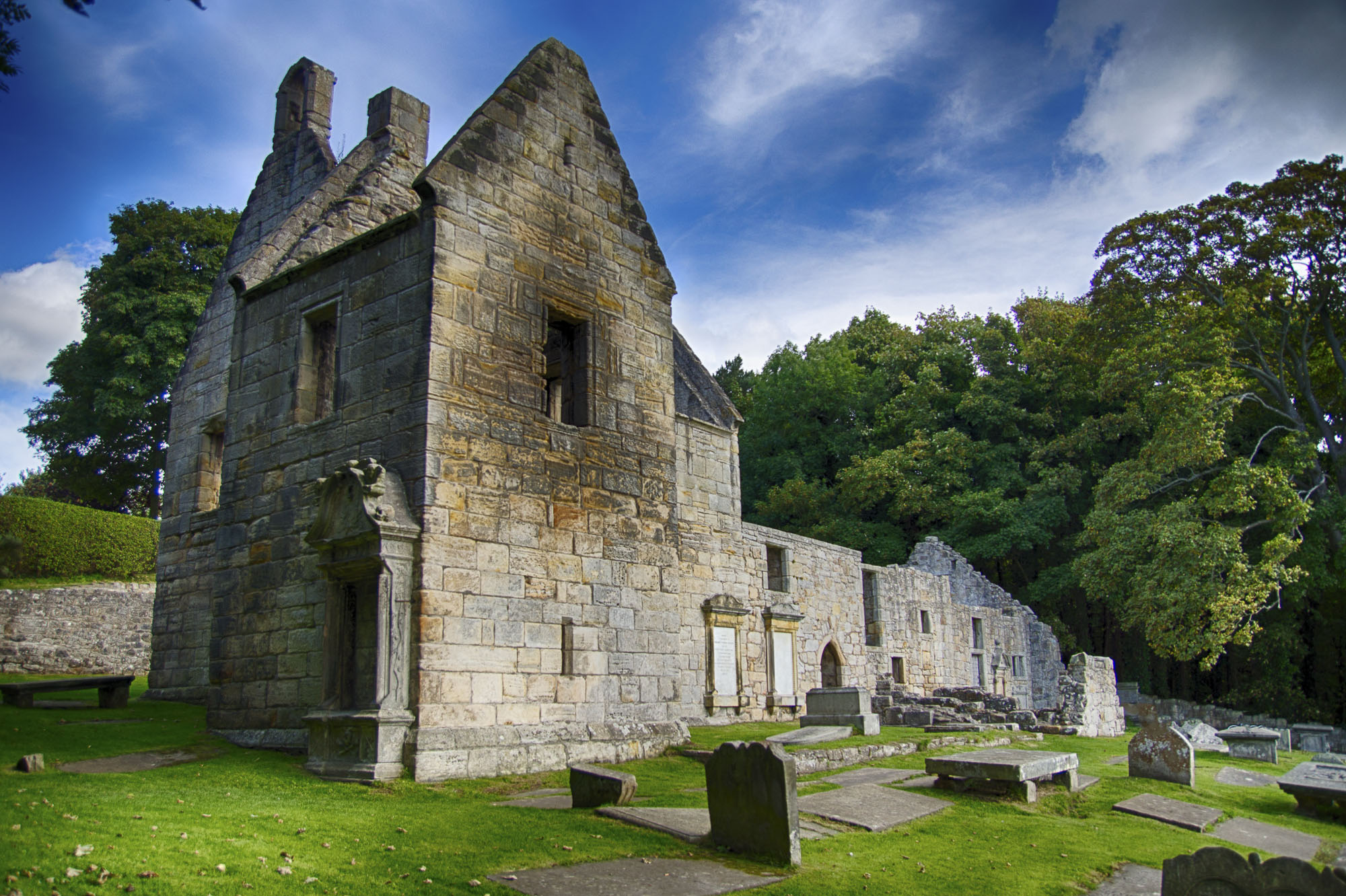
St Bridget’s Church

Die St Bridget’s Church ist eine Kirchenruine in der schottischen Ortschaft Dalgety Bay in der Council Area Fife. 1972 wurde das Bauwerk als Einzeldenkmal in die schottischen Denkmallisten in der höchsten Denkmalkategorie A aufgenommen. Diese Einstufung wurde jedoch 2018 aufgehoben. Weiterhin ist das Bauwerk als Scheduled Monument klassifiziert.

## Geschichte
Die Brigittenkirche wurde im 12. Jahrhundert errichtet. In einer päpstlichen Bulle aus dem Jahre 1178 ist die Kirche explizit als Besitz der Inchcolm Abbey aufgeführt. Im Jahre 1244 wurde das Kirchengebäude konsekriert. Zwischenzeitlich als Pfarrkirche von Dalgety genutzt, wurde das Gebäude im Laufe des 16. und 17. Jahrhunderts stark verändert. Nach einem Kirchenneubau in Dalegty Bay im Jahre 1830, wurde die St Bridget’s Church obsolet und ruht seitdem ungenutzt. Die Ortschaft Dalgety wurde spätestens 1836 aufgegeben.

## Beschreibung
Die St Bridget’s Church steht am Nordufer des Firth of Forth am Südostrand von Dalegty Bay. Das Mauerwerk der länglichen Saalkirche besteht aus Bruchstein. Einzig später hinzugefügte Bauteile sind aus Steinquadern aufgebaut. Der Dalgety Aisle aus dem frühen 17. Jahrhundert geht von der Westfassade ab. Er wurde nach dem Erwerb der Ländereien durch Alexander Seton, 1. Earl of Dunfermline hinzugefügt. Seine sterblichen Überreste liegen dort begraben. Weitere spätere Grabkapellen gehen von der Nord- und Südseite ab. Im Innern der dachlosen Kirche findet sich eine historisch interessante Piscina.